# 貪欲であれ、愚かであれ
貪欲であれ、愚かであれ（どんよくであれ、おろかであれ 英語: Stay Hungry Stay Foolish）とは、スティーブ・ジョブズの祝辞で引用され有名になった、バックミンスター・フラーの言葉。

## 概要
スティーブ・ジョブズは、2005年6月のスタンフォード大学の卒業式で祝辞を贈っており、その締めくくりで引用され有名になった言葉である。この祝辞はジョブズの人生を語るという内容で、ジョブズの誕生した環境から、現在の癌の闘病や死についてまでが語られた。
このスピーチの最後に、ジョブズが若い頃に出会った書籍『全地球カタログ』を紹介して、聖書のような本であるとしている。この全地球カタログというのは何度も発行され、これの最終版の背表紙は早朝の田舎道の写真になっており、その写真の下には「Stay Hungry. Stay Foolish.（ハングリーなままであれ。愚かなままであれ。）」という筆者バックミンスター・フラーからの別れの言葉が書かれていた。
ジョブズ自身は、いつもこの言葉のようでありたいと思い、この日のスタンフォード大学の卒業生にもこうであってほしいと、この言葉を贈った。
偏見を持たず、失敗を恐れず、常にチャレンジし続けるというジョブズの生き様が凝縮された一言である。この言葉がスピーチを象徴するものであると同時に、思想家としてのジョブズを印象付けた言葉でもある。
大谷翔平が尊敬している人物の中には、スティーブ・ジョブズの名が挙がり、ジョブズの著書を読んでいる。大谷が入団してすぐに二刀流という前例の無いことをするきっかけとなったのは、ジョブズのこの言葉からであった。
大谷が練習を終えてテレビをつけてみると、病気で亡くなる前のジョブズが、スタンフォード大学の卒業式で、卒業生に贈った最後の言葉である「貪欲であれ、愚かであれ」という言葉が聞こえてきて、このことから大谷は二刀流をする価値があると再認識させられた。